# Дембно (Новотаргский повят)
Де́мбно (пол. Dębno [ˈdɛmbnɔ], рус. Дембно или Денбно) — село в Польше, входит в Малопольское воеводство, Новотаргский повят.

## История
Дембно была одной из деревень, предположительно, основанных в XIII веке цистерцианцами. Возможно, этот монашеский орден также основал здесь первый приход. Самое раннее упоминание о церкви и приходском священнике датируется 1335 годом. В 1400 году деревня упоминается в связи с распоряжением папы римского Бонифация IX о назначении настоятеля прихода. Около 1480 года, по словам историка Яна Длугоша, приход в Дембно был связан с аббатством в Щыжыце, хотя со временем эта зависимость исчезла. Местная легенда гласит, что нынешнюю церковь (конца XV века) построили якобы не монахи, а разбойники, которым на дубе явился святой Михаил, покровитель храма.
По состоянию на 2021 год в селе проживало 811 человек.

## Достопримечательности
Костёл Михаила Архангела, входящий в состав памятника всемирного наследия ЮНЕСКО «Деревянные церкви на юге Малой Польши».